# Model Millera-Orra
Model Millera-Orra – to model finansowy wykorzystywany do optymalizacji poziomu posiadanych przez przedsiębiorstwo środków pieniężnych (gotówki).

## Cel i motywy zarządzania środkami pieniężnymi w przedsiębiorstwie
Środki pieniężne w postaci gotówki i innych jej ekwiwalentów są jednym z ważniejszych zasobów majątkowych przedsiębiorstwa, niezbędnych do prowadzenia działalności gospodarczej – zarówno operacyjnej, jak i inwestycyjnej. Mówi o tym jedna z 10 głównych zasad finansów przedsiębiorstwa: Cash is The King. Efektywne zarządzanie środkami pieniężnymi może przynieść spore korzyści. Zarządzanie środkami pieniężnymi koncentruje się przede wszystkim na dwóch celach:
- minimalizacji bieżącej gotówki i maksymalizacji korzyści płynących z jej posiadania,
- umożliwieniu jak najszybszego przepływu środków pieniężnych w przedsiębiorstwie.

Środki pieniężne w firmie powinny być na optymalnym poziomie – ani zbyt niskim, ani zbyt wysokim. W pierwszym przypadku może to spowodować powstanie kosztów utraconych korzyści, gdyż niezagospodarowane środki pieniężne nie są źródłem dodatkowych przychodów. W drugim przypadku – niskie saldo może spowodować problemy firmy z realizacją bieżących opłat i zobowiązań, co może doprowadzić do utraty płynności finansowej.
Można wyróżnić trzy podstawowe motywy utrzymywania w przedsiębiorstwie środków pieniężnych:
- transakcyjny – wynika z konieczności finansowania bieżących wydatków związanych z prowadzeniem przez przedsiębiorstwo podstawowej działalności operacyjnej, jak również wcześniej zaplanowanych wydatków inwestycyjnych;
- ostrożności i przezorności – wiąże się z potrzebą jej posiadania na nieprzewidziane zdarzenia (wydatki) oraz obawą związaną z niepewnością dotyczącą poziomu przyszłych przepływów pieniężnych;
- spekulacyjny – wiąże się z niepewnością dotyczącą przyszłego poziomu cen oraz korzystaniem z pojawiających się na rynku nieoczekiwanych okazji (szans rynkowych) przynoszących zysk. Przykładem może być nagła chwilowa przecena aktywów, która zachęca do ich spekulacyjnego zakupu w nadziei na wzrost ich wartości w krótkim, bądź średnim okresie.

## Zasada działania modelu Millera-Orra
Model pozwala na ustalenie górnego i dolnego limitu dla środków pieniężnych oraz docelowej wartości tego salda niezbędnej do sprawnego funkcjonowania przedsiębiorstwa.
Aby poprawnie zastosować model Millera-Orra należy wyznaczyć parametry umożliwiające zarządzanie poziomem środków pieniężnych.
- dolny limit gotówki – poniżej tego limitu przedsiębiorstwo może nie regulować w terminie zobowiązań; jest to określony indywidualnie przez każde przedsiębiorstwo stan środków pieniężnych, którego przekroczenie (spadek poniżej wysokości tego limitu) grozi utratą płynności finansowej. Limit dolny jest określany ekspercko i opiera się na dotychczasowych doświadczeniach w zakresie zarządzania gotówką;
- górny limit gotówki – jest to taki poziom środków pieniężnych, którego utrzymanie nie ma uzasadnienia ekonomicznego, bowiem przedsiębiorstwo ponosi wysokie koszty utraconych korzyści; limit ten jest obliczany zgodnie ze wzorem:

{\displaystyle GL=3PO-2DL,}
gdzie:
- {\displaystyle GL} – górny limit gotówki,
- {\displaystyle PO} – poziom optymalny,
- {\displaystyle DL} – dolny limit gotówki.

- poziom odnowienia gotówki (optymalny punkt odnowienia gotówki) – optymalna wielkość gotówki utrzymywanej przez firmę, czyli taki poziom środków pieniężnych, wokół którego powinny oscylować dzienne jej stany; jest wyznaczany zgodnie ze wzorem:

{\displaystyle {\sqrt[{3}]{\frac {3T\times S^{2}}{4K}}}+DL,}
gdzie:
- {\displaystyle PO} – punkt optymalny (odnowienia gotówki),
- {\displaystyle T} – koszty jednej transakcji transferu gotówki (w szczególności opłaty za zakup i sprzedaż papierów wartościowych, opłaty bankowe itp.),
- {\displaystyle S^{2}} – wariancja (zmienność) dziennego stanu środków pieniężnych; jest obliczana na podstawie historycznych wartości dziennego salda netto środków pieniężnych,
- {\displaystyle K} – koszty utraconych korzyści jako dzienny dochód możliwy od uzyskania z portfela papierów wartościowych,
- {\displaystyle DL} – dolny limit gotówki.

## Interpretacja wyniku
Model oblicza górny limit środków pieniężnych oraz docelową wartość tego salda (punktu optymalnego).

## Zalety wynikające ze stosowania modelu
Znajomość górnego, dolnego limitu gotówki oraz poziomu optymalnego ułatwia zarządzanie saldem utrzymywanych środków pieniężnych.

## Podejmowane działania wynikające z zastosowania modelu
W przypadku, gdy saldo gotówki przekroczy górny limit, przedsiębiorstwo powinno zainwestować wolne środki (np. przeznaczyć je na zakup papierów wartościowych) tak, by osiągnęły wartość poziomu optymalnego. W przypadku osiągnięcia limitu dolnego, firma powinna z kolei pozyskać dodatkowe środki do optymalnej wysokości, np. sprzedając papiery wartościowe.